# St. Peter und Paul (Eichstätt)

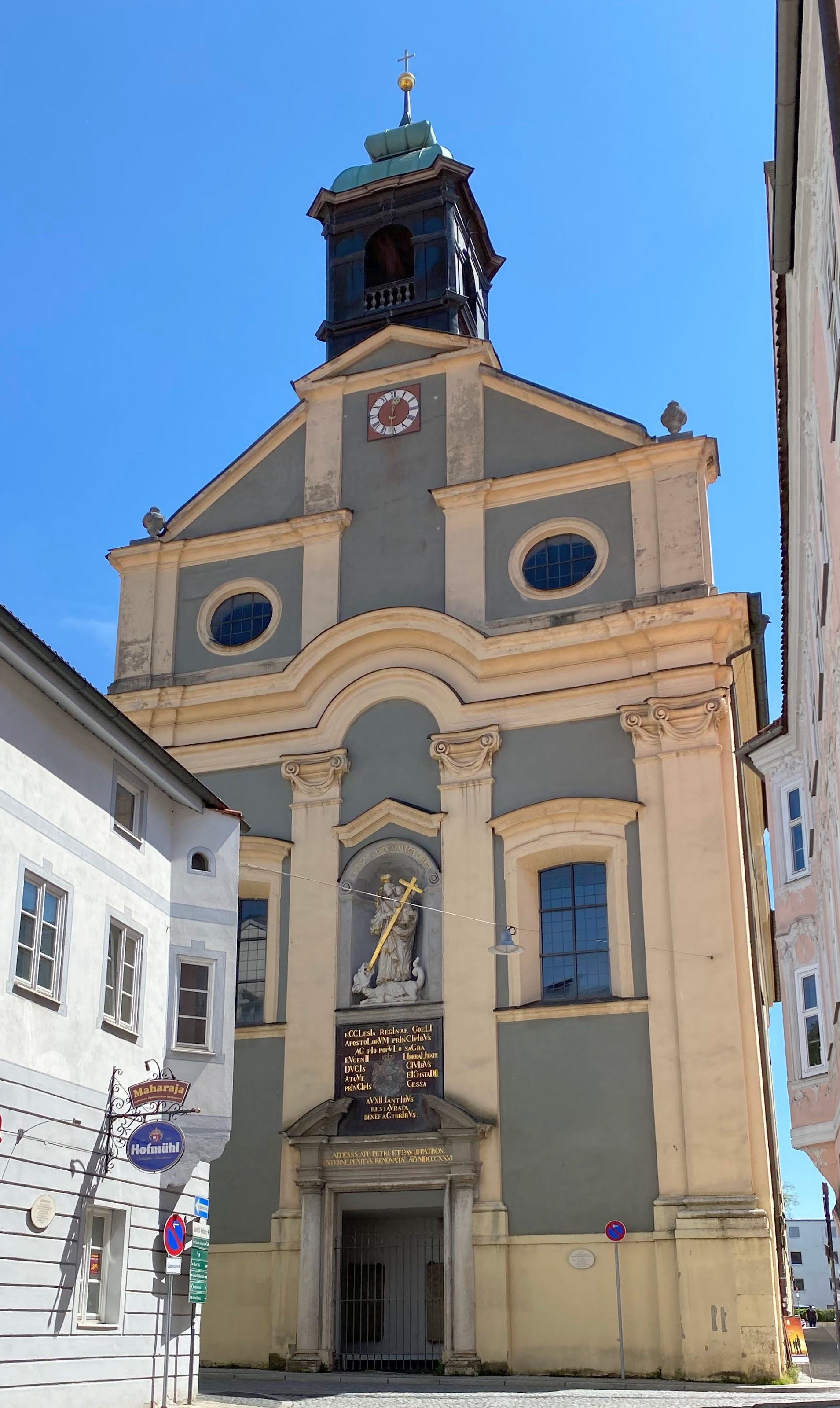
St. Peter und Paul in Eichstätt

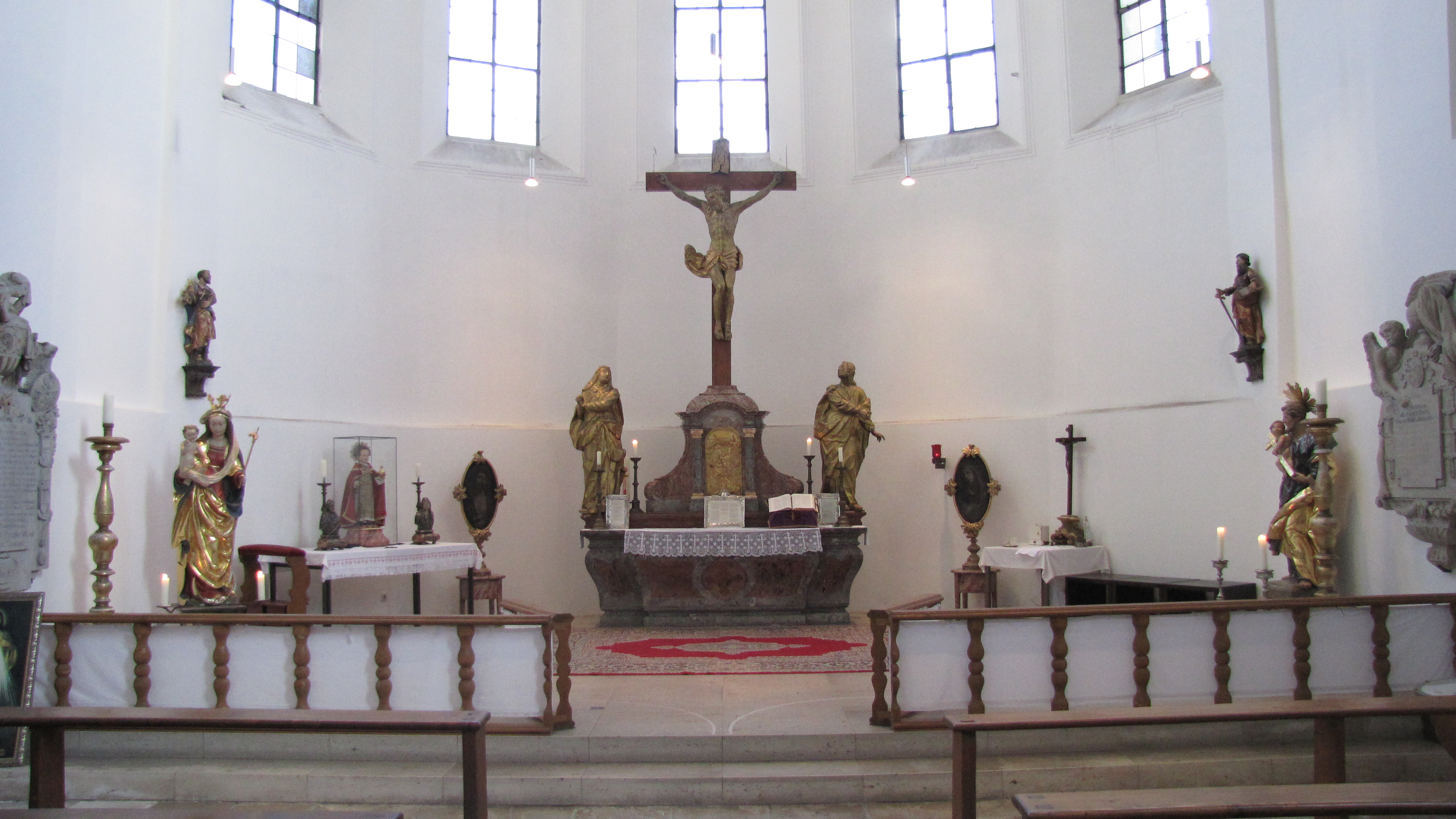
Innenansicht des Chors

Die römisch-katholische Kirche des ehemaligen Dominikanerklosters Eichstätt wird seit Dezember 2007 wieder als St. Peter und Paul sakral genutzt. Das Bauwerk ist in der Liste der Baudenkmäler in Eichstätt als Baudenkmal unter der Nr. D-1-76-123-127 eingetragen. Sie ist eine Filialkirche der Dompfarrei im Dekanat Eichstätt des Bistums Eichstätt. Die Seelsorge nimmt aber seit einiger Zeit ein Kirchenrektor war, der auch die Wallfahrtskirche Mariä Himmelfahrt betreut, und nicht der Pfarrer der Dompfarrei.

## Beschreibung
Die Vorgängerkirche wurde 1279 im gotischen Stil errichtet und trug ursprünglich das Patrozinium Petrus Martyr, das im 15. Jahrhundert in Petrus und Paulus geändert wurde. Anfang des 17. Jahrhunderts gab es eine Kirchenumgestaltung.
Die Saalkirche besteht aus einem Langhaus und dem eingezogenen, von Strebepfeilern gestützten frühgotischen Chor aus drei Jochen mit Fünfachtelschluss im Osten. Die barocke, mit Pilastern gegliederte Westfassade mit dem bekrönenden Giebelreiter entstand 1714 unter Bischof Johann Anton I. Knebel von Katzenelnbogen nach einem Entwurf von Johann Benedikt Ettl.
Im Innenraum befindet sich ein Sakramentshaus, das Loy Hering um 1521 errichtet hat. Eine Kreuzigungsgruppe von 1744 stammt aus dem Dom zu Eichstätt.
1806 wurde die Kirche profaniert. 1822 stellte Eugen von Leuchtenberg die Kirche wieder dem sakralen Gebrauch zur Verfügung. In der Nacht vom 19. auf den 20. Oktober 1918 brannte die Kirche nieder. 1975 wurde die Ruine durch eine Wand in zwei Teile geteilt. Der Ostchor wurde als Kirche wiedergenutzt, während das Langhaus als Aula des Deutschen Gymnasiums, heute Gabrieli-Gymnasium, dient.